# 性食鬼
『性食鬼』（せいしょくき）は、稲光伸二による日本の漫画作品。『ヤングチャンピオン烈』（秋田書店）にて、2010年No.09から短期集中連載を経て、連載中。単行本は、ヤングチャンピオン烈コミックスより刊行。
非18禁青少年誌連載の特撮風学園SFエロコメディ。設定が特撮パロディ風であり、人物の表情に危機のシリアスさがうすく、ときにクールまたはすまし顔に近い表情が、地球侵略ストーリーとのギャップによってコメディ感を出している。主人公はあくまで普通に真面目で、話は一応シリアスでワンパターンを避けて展開する。
『性食鬼外伝 うさみみ宇宙戦争』を『別冊ヤングチャンピオン』（同）にて、2016年11月号まで短期集中連載として掲載。
スピンオフ漫画『性食鬼 Aliens Meet Girls』（せいしょくき エイリアンズ・ミート・ガールズ）が、Rusty Soulの脚本と或十せねかの作画により『ヤングチャンピオン烈』2019年No2に第1話を掲載し、『どこでもヤングチャンピオン』の創刊号から第2話以降を連載中。

## あらすじ
野川いずみはクラス委員長を務めており、周りからはまじめで固い人だと思われている。しかし、いずみは最近自分の性欲を抑えられずに困っていた。そんなある日、着ぐるみ姿の異星人に襲われそうになったところをうさ山と名乗るバニーガールに助けられ、マイクロビキニを着て地球を侵略する異星人と闘うことになってしまう。
いずみは秘密防衛組織に支えられて戦うが、主にむしろ着ぐるみの方から襲ってくるエロチックな状況の中でパワーを発生して危機を脱する。そのうち、彼らの生態の中心にいる女王の世代交代に巻き込まれたりしたことから積極的に追われることになり、また連載の進行と共に勢力図にも微妙な変化が生じる。

## 登場人物
登場人物の苗字は、京王線の駅名や調布市周辺の地名が使われている。
野川 いずみ（のがわ いずみ）
クラス委員長で家庭の問題を抱えているが、常に学年3位以内をキープする優秀な女の子。だが、性欲が強いところがあり、強化服である自分のマイクロビキニ姿を見られて興奮することもある。普段は眼鏡をかけているが、強化服である水着を着用すると五感があがるため、眼鏡をかけなくても見えるようになる。科学者曰く宇宙レベルのエロさを秘めているらしい。そのエロさに目を付けられ、着ぐるみ異星人の「女王」によって、後継の身体と目を付けられて一時「女王化」してしまったことがある。
うさ山（うさやま）
正体はバニー星からやってきたバニー星人。故郷を滅ぼした着ぐるみ異星人が今度は地球を滅ぼそうとしているため、闘っている。体がシリコンでコーティングされており、敵の体液で溶かされてしまうため接近戦には向かない。
仙川（せんがわ）
いずみの友達でいずみのことを気遣ってくれている。
国領 亘（こくりょう わたる）
いずみ達の通う学校の先生で女子に人気がある。しかし、裏では着ぐるみ星人を操り、いずみの女王化を画策していた。
深大寺 晃（じんだいじ あきら）
対着ぐるみ異星人組織「KAXA」の指揮を執る科学者。いずみのエロスパワーに着目し、着ぐるみ異星人と戦うよういずみに要請する。また、研究のために、いずみを恥ずかしい目にあわせる。
柴崎 響子（しばさき きょうこ）
深大寺の助手で彼の抑え役。
武蔵野 幸治（むさしの こうじ）
KAXAの新人研究員。17才。真面目な性格で当初は世界平和のためという使命に燃えていたが、活動内容がとかくエロがらみなため戸惑いが生じている。新宿の騒動では着ぐるみ異星人に変装するなどして見事にいずみをサポートした。
ラビ島博士（ラビじまはかせ）
着ぐるみ異星人の襲撃から逃れたバニー星人。見た目はしゃべるうさぎだが、バニー星の成人男性はこれが普通らしい。バニー星最高の頭脳をもっていていずみが使う強化服も作った。
着ぐるみ異星人（きぐるみいせいじん）
正式名称キグルミェーフ・ピエルフェルファー星人。バニー星などいくつもの星を侵略していて地球も侵略しようとしている。服を溶かす体液を放ち、相手に着ぐるみを着せることによって繁殖する。女性の「エキス」を栄養源とする。
女王（じょうおう）
着ぐるみ異星人の長たる女王。長い眠りについていたが、集められた女性の「エキス」で復活。両性具有の体をしており、いずみの子宮に「女王の種子」を植えつける。

## 用語一覧
強化服（きょうかふく）
体の五感を強化するマイクロビキニ。Tバックでフロント部分はV字型にカットされたデザインになっている。着ぐるみ異星人と戦う際、着用する。着用した本人にしか完全に脱がすことはできないが、他の人にも隙間を作るぐらいにはずらすことができる。しかし、着ぐるみ異星人の女王だけは強化服を脱がすことが出来るが、なぜ脱がせるのが可能なのかは不明。
新型強化服きぼう（しんがたきょうかふくきぼう）
外形はおとなのおもちゃのバイブレーターと、ほぼ同一である。旧型の強化服の欠点である一度服を脱いでから着るのを、改良した。いずみのヴァギナに挿入し手動で起動スイッチを押すと、マイクロビキニが展開して自動的に装着される。改良されてタンポン形態となり、音声入力で起動するようになった。
起動スイッチ（きどうスイッチ）
強化服を装着するためのアイテム。
KAXA (Kigurumi Alien Exploration Agency)
着ぐるみ異星人研究開発機構。着ぐるみ異星人に対抗するため極秘に設立された研究機関。深大寺晃が、指揮を執っている。柴崎響子・うさ山・ラビ島博士・武蔵野幸治が、所属している。

## 性食鬼 Aliens Meet Girls
「性食鬼」本編と同じ世界観で、女王に帰属せず、オスとしての欲望のみを満たすために生きる着ぐるみ異星人たちの暗躍を描く。
女王にエキスを上納することをよしとせず、理不尽に着ぐるみにされた腹いせにオスとしてその力を利用する「藤原 369（ふじわら みろく）」ら着ぐるみ異星人たち。彼らは369をリーダーとしてグループを作り、人間社会に溶け込んでいた。だが、彼らが起こす大規模レイプ事件の謎を追う女刑事「橘 美耶（たちばな みや）」は、女科学者「深大寺 杏子（じんだいじ きょうこ）」と共に彼らの秘密に迫ろうとする。
一方、高校3年生の「柚木 凛々香（ゆうき りりか）」は、着ぐるみ異星人と化した同級生の「久我 颯真（くが そうま）」に処女とエキスを奪われる。しかし、彼を化け物と知りつつも凛々香は颯真に恋し、颯真も彼女の芯の強さにまんざらではない思いを抱くようになってゆく。

## 性食鬼 Aliens Meet Girlsの登場人物
橘 美耶（たちばな みや）
主人公でヒロイン。警視庁所轄の女刑事。正義感が極めて強いが、それゆえに型破りな行動に走りがち。大規模レイプ事件を追ううちに、現場に残された粘液がただの人間の体液ではないことに勘付き、杏子と共に秘密を探ることになる。
白岡 諒（しらおか りょう）
美耶の部下である新米刑事。まだ学生気分が抜けずに刑事としては軽い言動が目立ってしまう。だが、美耶のことは強く信頼している。
深大寺 杏子（じんだいじ きょうこ）
美耶の学生時代の先輩で女科学者。美耶に協力し、粘液から犯人の正体が地球外生命体である可能性を探り当てる。科学者らしからぬ豪快で積極的な性格。深大寺 晃との関係は不明だが、一緒に写った写真があり、血縁者の可能性が示唆されている。
柚木 凛々香（ゆうき りりか）
もう一人のヒロイン。高校3年生。颯真に好意を抱くが、着ぐるみ異星人の正体を表した彼に処女とエキスを奪われる。しかし、その後も颯真に恋し、彼と逢瀬を重ね続ける。
久我 颯真（くが そうま）
凛々香の同級生で魅力的なイケメン少年。しかしその正体は着ぐるみ異星人であり、ペンギン型の着ぐるみに変身する。最初は凛々香のエキス目当てで彼女に近づき、純潔を奪う。しかし、正体を知りつつも好意を向けてくる凛々香に対し、彼も次第にある種の感情を抱くようになってゆく。
藤原 369（ふじわら みろく）
着ぐるみ異星人たちのリーダー。彼ら女王へのエキス上納を良しとしない不満分子たちや、そもそも女王とエキス上納のシステムを知らない無知なものたちをまとめあげている。エキスを得る欲望を満たすためだけに女を集めては、大規模なレイプ事件をたびたび起こしている。ライオン型の着ぐるみに変身する。表向きの職業はホストで、クラブでもリーダー格である。３６９（みろく）という名が源氏名なのか本名なのかは不明。自分の店にきた杏子に逆に欲情を煽られ、あやうく着ぐるみ化しそうになったことから男としてのプライドを傷つけられたと感じ、それからは彼女の貞操を付け狙うことになる。
篁（たかむら）
警視庁の警視監。キツネ型の着ぐるみ異星人に変身する。人間社会に深く入り込んでおり、レイプ事件の捜査を差し止めさせるなど３６９たちに便宜を図っている。

## 書誌情報
- 稲光伸二『性食鬼』秋田書店〈ヤングチャンピオン烈コミックス〉、既刊21巻（2025年4月18日現在）
  1. 2011年7月20日発売[6]、ISBN 978-4-253-25586-8
  2. 2012年5月18日発売[7]、ISBN 978-4-253-25587-5
  3. 2013年1月18日発売[8]、ISBN 978-4-253-25588-2
  4. 2013年8月20日発売[9]、ISBN 978-4-253-25589-9
  5. 2014年4月18日発売[10][11]、ISBN 978-4-253-25590-5
  6. 2014年12月19日発売[12]、ISBN 978-4-253-25591-2
  7. 2015年8月20日発売[1][13]、ISBN 978-4-253-25592-9
  8. 2016年6月20日発売[14]、ISBN 978-4-253-25593-6
  9. 2017年1月20日発売[15]、ISBN 978-4-253-25594-3
  10. 2017年6月20日発売[16]、ISBN 978-4-253-25595-0
  11. 2018年1月19日発売[17]、ISBN 978-4-253-25751-0
  12. 2018年10月19日発売[18]、ISBN 978-4-253-25752-7
  13. 2019年7月19日発売[19]、ISBN 978-4-253-25753-4
  14. 2020年5月20日発売[20][21]、ISBN 978-4-253-25754-1
  15. 2021年2月19日発売[22]、ISBN 978-4-253-25755-8
  16. 2021年8月19日発売[23]、ISBN 978-4-253-25756-5
  17. 2022年4月20日発売[24]、ISBN 978-4-253-25757-2
  18. 2023年4月20日発売[25]、ISBN 978-4-253-25758-9
  19. 2024年1月18日発売[26]、ISBN 978-4-253-25759-6
  20. 2024年7月19日発売[27]、ISBN 978-4-253-25760-2
  21. 2025年4月18日発売[28]、ISBN 978-4-253-25851-7

- 稲光伸二（原作）・Rusty Soul（脚本）・或十せねか（作画） 『性食鬼 Aliens Meet Girls』秋田書店〈ヤングチャンピオンコミックス〉、既刊7巻（2025年4月18日現在）
  1. 2020年5月20日発売[20][29]、ISBN 978-4-253-30101-5
  2. 2021年2月19日発売[30]、ISBN 978-4-253-30102-2
  3. 2021年8月19日発売[31]、ISBN 978-4-253-30103-9
  4. 2022年10月20日発売[32]、ISBN 978-4-253-30104-6
  5. 2023年8月18日発売[33]、ISBN 978-4-253-30105-3
  6. 2024年5月20日発売[34]、ISBN 978-4-253-30106-0
  7. 2025年4月18日発売[35]、ISBN 978-4-253-30107-7